# Lee Morgan
Lee Morgan (Filadélfia, 10 de Julho de 1938 - Nova Iorque, 19 de Fevereiro de 1972) foi um trompetista e compositor de jazz norte-americano.
Ele surgiu no cenário da música dos Estados Unidos como membro da banda de Dizzy Gillespie e ganhou projeção no Jazz Messengers, grupo liderado pelo baterista Art Blakey. Dono de um estilo fluente, lírico e fortemente ligado ao blues, Morgan foi morto com um tiro no coração por sua esposa em um clube de jazz de Nova York. Até hoje, o episódio não foi completamente esclarecido. O ciúme teria sido o motivo do crime que privou o jazz de uma estrela ascendente.